# DOS Shell
DOS Shell («Оболочка DOS») — файловый менеджер, впервые появившийся в MS-DOS и IBM PC DOS 4.0 (июнь 1988). Поставка этой оболочки была прекращена после версии 6.0, но поддерживалась как часть «Supplemental Disk» вплоть до MS-DOS 6.22. По существу DOS Shell не был частью операционной системы на всём протяжении своего развития, а был, скорее, дополнением. Несмотря на это, DOS Shell оставался в PC DOS вплоть до 2000 года.

## Возможности
DOS Shell включает в себя общие возможности, которые можно увидеть в других файловых менеджерах: например, копирование, перемещение и переименование файлов, запуск приложений по двойному щелчку. Оболочку можно запускать из командной строки с помощью команды dosshell. В ней также имеется возможность смены цветов и стилей. DOS Shell стал одной из первых удачных попыток создания файловых менеджеров для DOS с псевдографическим интерфейсом пользователя, хотя на самом деле его интерфейс является текстовым или COW (Character Oriented Window — окна, ориентированные на знаки). Сама оболочка также сильно напоминает DOS-версию Windows Explorer (а особенно из Windows 3.11).
В оболочке доступны справочная система, список программ и переключатель задач. Подобно современным файловым менеджерам, в DOS Shell имеется возможность отображения каталогов и файлов на двух панелях. Есть также поддержка мыши.
Одной из особенностей является возможность отображения перечня всех файлов на жёстком диске в виде единого списка, включая также информацию о пути к файлу и его атрибутах. Это позволяет пользователю сравнивать версии файла в разных каталогах по их атрибутам.

## Недостатки
Существовало несколько причин прекращения использования DOS Shell:
- отсутствие поддержки многозадачности. Программы размещаются в обычной памяти (ОЗУ), отсутствует возможность выгружать неиспользуемые программы на диск;
- Windows 3.x и её собственный графический интерфейс пользователя стали значительно популярней среди пользователей, поскольку в Windows встроена поддержка многозадачности. Также, производительность системы в Windows в целом значительно выше, поскольку в этой системе более полный доступ к ОЗУ.